# Dino Bruni
Dino Bruni (Portomaggiore, 13 de abril de 1932) fue un ciclista italiano que fue profesional entre 1956 y 1964. 
Como amateur tomó parte en los Juegos Olímpicos de Helsinki de 1952, donde se colgó la medalla de plata en la prueba de equipos por carretera, junto a Vincenzo Zucconelli y Gianni Ghidini. En 1956 también participó en los Juegos Olímpicos de Melbourne.
Como profesional consiguió una treintena de victorias, destacando tres etapas del  Tour de Francia y dos en el Giro de Italia. 

## Palmarés
1952
- Medalla de plata en la contrarreloj por equipos de los Juegos Olímpicos

1956
- 2 etapas de la Carrera de la Paz

1959
- 2 etapas del Tour de Francia
- Tres Valles Varesinos

1960
- 2 etapas del Giro de Italia

1961
- Coppa Sabatini
- Giro de Reggio Calabria

1962
- 1 etapa en el Tour de Francia
- 1 etapa en la Vuelta a Suiza

1963
- Coppa Sabatini

## Resultados en Grandes Vueltas y Campeonatos del Mundo
Durante su carrera deportiva consiguió los siguientes puestos en las Grandes Vueltas y en los Campeonatos del Mundo en carretera:
| Carrera         | 1956 | 1957 | 1958 | 1959 | 1960 | 1961 | 1962 | 1963 | 1964 |
| --------------- | ---- | ---- | ---- | ---- | ---- | ---- | ---- | ---- | ---- |
| Giro de Italia  | -    | -    | -    | -    | 91.º | 65.º | Ab.  | 82.º | 97.º |
| Tour de Francia | -    | -    | -    | 64.º | 72.º | -    | 90.º | -    | -    |
| Vuelta a España | -    | -    | -    | Ab.  | -    | -    | -    | -    | -    |
| Mundial en ruta | -    | -    | -    | 31.º | -    | -    | -    | -    | -    |

-: No participa

Ab.: Abandono